# Golf na Światowych Wojskowych Igrzyskach Sportowych 2019 – kobiety drużynowo
Rywalizacja drużynowa kobiet w golfie na Światowych Wojskowych Igrzyskach Sportowych 2019 została rozegrana między 19 a 22 października w chińskim Wuhanie na polu golfowym Tianwaitian Golf Cours.

## Terminarz
Wszystkie godziny podane są w czasie chińskim (UTC+08:00) oraz polskim (CEST).
| Data                      | Godzina rozpoczęcia | Godzina rozpoczęcia |         |
| Data                      | UTC+08:00           | CEST                |         |
| ------------------------- | ------------------- | ------------------- | ------- |
| 19 października 2019(dts) | 8:30                | 16:30               | 1 runda |
| 20 października 2019(dts) | 8:30                | 16:30               | 2 runda |
| 21 października 2019(dts) | 8:30                | 16:30               | 3 runda |
| 22 października 2019(dts) | 8:30                | 16:30               | 4 runda |

## Uczestniczki
W turnieju drużynowym kobiet brało udział 9 zespołów narodowych (24 golfistek).
- Brazylia (3)
- Francja (3)
- Hiszpania (2)
- Holandia (3)
- Kanada (3)
- Niemcy (2)
- Stany Zjednoczone (3)
- Uganda (2)
- Zimbabwe (3)

W turnieju drużynowym mogło startować maksymalnie 3 golfistek z jednego państwa. Punkty do ogólnego wyniku drużyny były zaliczane tylko dwóch zawodniczek.

## Medalistki
| Konkurencja           | Złoto                                          | Srebro                                   | Brąz                                               |
| --------------------- | ---------------------------------------------- | ---------------------------------------- | -------------------------------------------------- |
| – Drużynowo / państwo | Brazylia                                       | Stany Zjednoczone                        | Francja                                            |
| – golfistki           | Suely Miriam Nagl Clara Teixetra Laura Caetano | Linda Jeffery Melanie DeLeon Laurel Gill | Josephine Farrando Anyssia Herbaut Marine Riguidel |

## Wyniki
| Pozycja | Reprezentacja                                                                     | Rundy           | Rundy           | Rundy           | Rundy           | Wynik ogółem | Poniżej par |
| Pozycja | Zawodniczka                                                                       | 1               | 2               | 3               | 4               | Wynik ogółem | Poniżej par |
| ------- | --------------------------------------------------------------------------------- | --------------- | --------------- | --------------- | --------------- | ------------ | ----------- |
| złoto   | Brazylia Suely Miriam Nagl · Clara Teixetra · Laura Caetano                       | 144 71 73 80    | 156 75 81 83    | 154 74 83 80    | 141 68 73 82    | 595          | +19         |
| srebro  | Stany Zjednoczone Linda Jeffery · Melanie DeLeon · Laurel Gill                    | 154 73 81 85    | 150 73 77       | 154 81 73 82    | 147 75 72 88    | 605          | +29         |
| brąz    | Francja Josephine Farrando · Anyssia Herbaut · Marine Riguidel                    | 155 77 78 103   | 151 73 78 99    | 152 76 76 87    | 148 75 73 84    | 606          | +30         |
| 4       | Uganda Flavia Namakula · Petra Nalwoga ·                                          | 181 83 98       | 173 77 96       | 176 87 89       | 173 78 95       | 703          | +127        |
| 5       | Kanada Megan McLachlan McKenzie · Jennifer Suzanne Jones · Sonja Alexandra Hansen | 184 86 98 113   | 175 91 84 114   | 186 97 90 96    | 180 88 92 108   | 725          | +149        |
| 6       | Holandia Marleen van der Deijl · Sophie Ten Zeldman · Roelie van Wijngaarden      | 203 91 112 WD   | 190 97 101 93   | 181 92 97 89    | 169 85 86 84    | 743          | +167        |
| 7       | Niemcy Karin Maria Engelmann · Sabrina Willekes ·                                 | 223 95 128      | 214 91 123      | 216 93 123      | 195 85 110      | 848          | +272        |
| 8       | Zimbabwe Letwin Ncube · Cecilia Masukume · Nomxolisi Nazwi                        | 219 108 111 112 | 215 105 110 117 | 212 101 111 124 | 212 102 110 112 | 858          | +282        |
| 9       | Hiszpania Maria Jesus Rodriguez Bareira · Maria Dolores Perez Saavedra ·          | 218 101 117     | 232 108 124     | 228 106 122     | 214 99 115      | 892          | +316        |

Źródło: Wuhan